# 史大奈

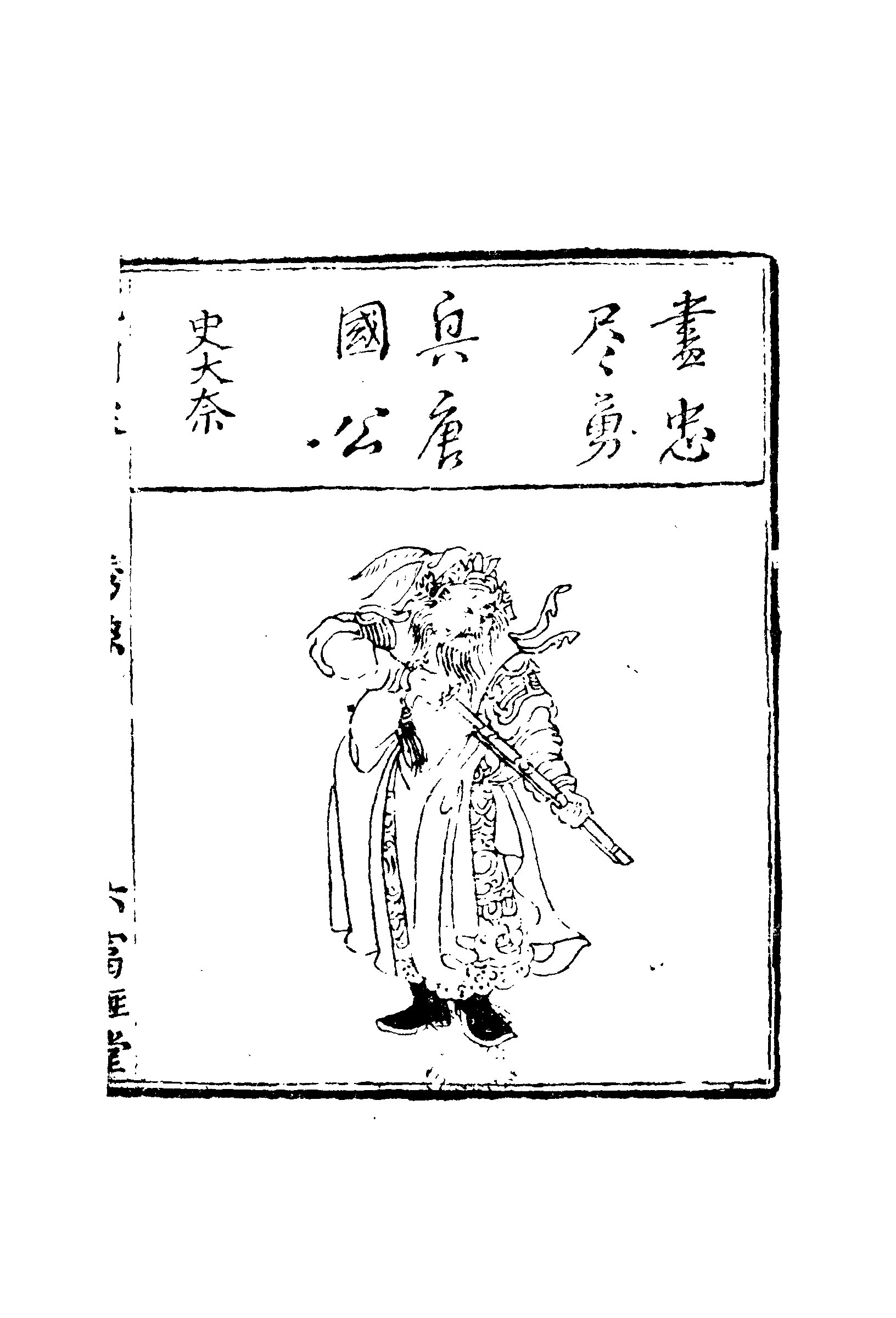
史大奈

史大奈（?—638年），原名阿史那大奈，西突厥特勤，莫贺可汗阿史那处罗侯之孙，失咄弥设阿史那统之子，隋朝、唐朝官员。

## 生平
隋大业七年（611年），随泥撅處羅可汗入隋朝，仕于隋煬帝。次年，从军遠征高句麗因功受金紫光禄大夫之位，分領楼煩郡部衆。617年，李淵太原起兵，史大奈率部衆归属李淵麾下。隋将桑显和在飲馬泉与唐軍交战，唐諸軍退却，史大奈与柴绍联兵率騎兵数百攻擊桑显和背後，大破隋军。因此功績李渊賜他光禄大夫之位。跟从李渊平定長安，受賞賜帛五千匹，賜史姓。唐朝建立后，史大奈在秦王李世民麾下与薛举、王世充、竇建德、劉黑闥作战，屡建战功。貞观三年（629年），累進右武衛大将軍、检校丰州都督、封竇国公，受食封三百户。貞观十三年（638年），卒，贈位輔国大将軍。

## 子嗣
- 子：史仁表

## 文学作品中的史大奈
清代小说《说唐》中史大奈是燕山王罗艺部下，因武艺高强，任右领军。后随罗成前往山东给秦叔宝母亲拜寿，参加了山东起义。总是跟张公谨同时出现，最后参加了李世民紫主关对刘黑闼的决战。再之后下落不明。有些版本说他是隋唐十八好汉第十五。在《说唐后传》里，于凤凰山和众多结拜老弟兄一道，被盖苏文的飞刀夺命。